# Église Saint-André de Cénac
L'église Saint-André est une église catholique située dans la commune de Cénac, dans le département de la Gironde, en France.

## Localisation
L'église est située au cœur du bourg.

## Historique

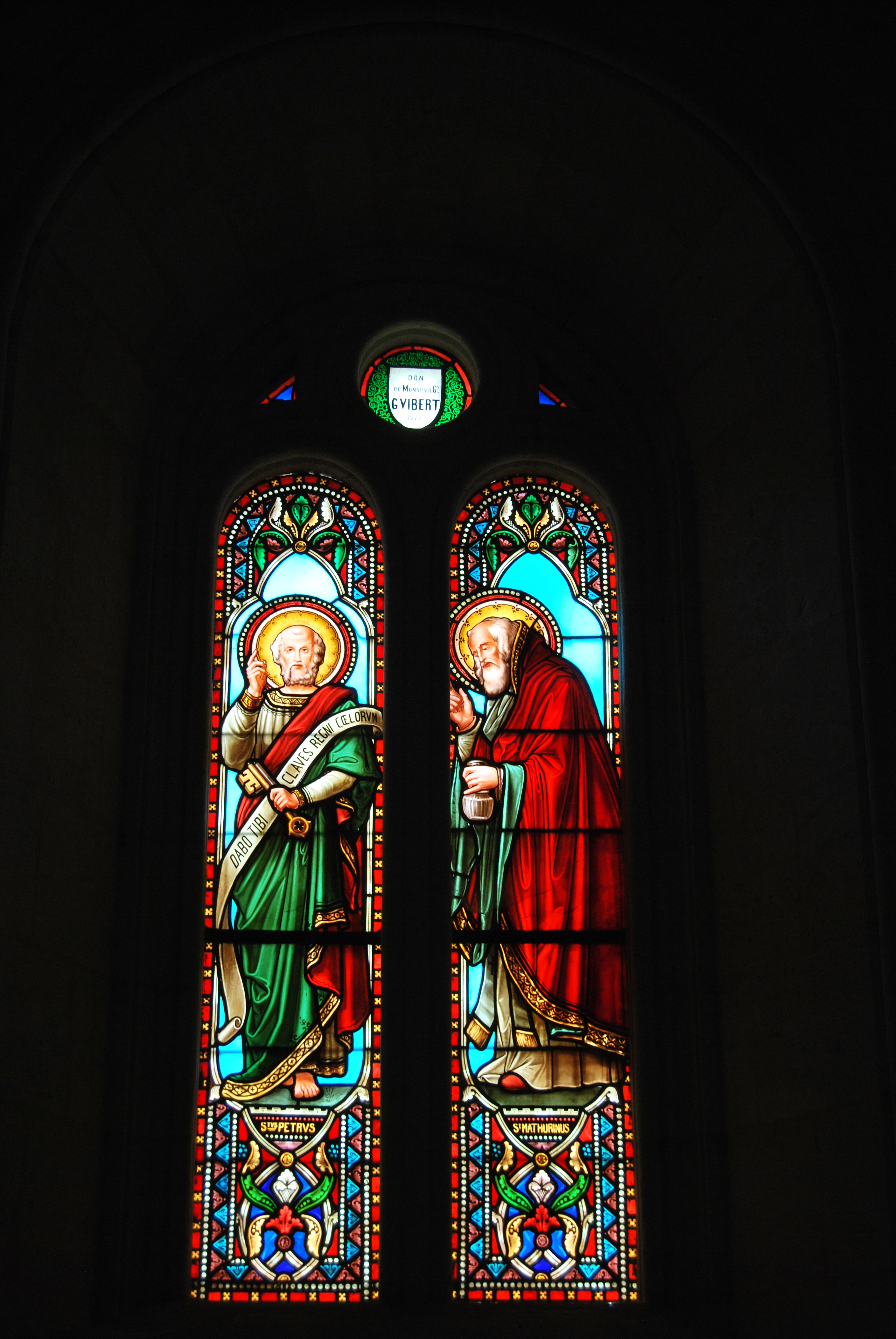
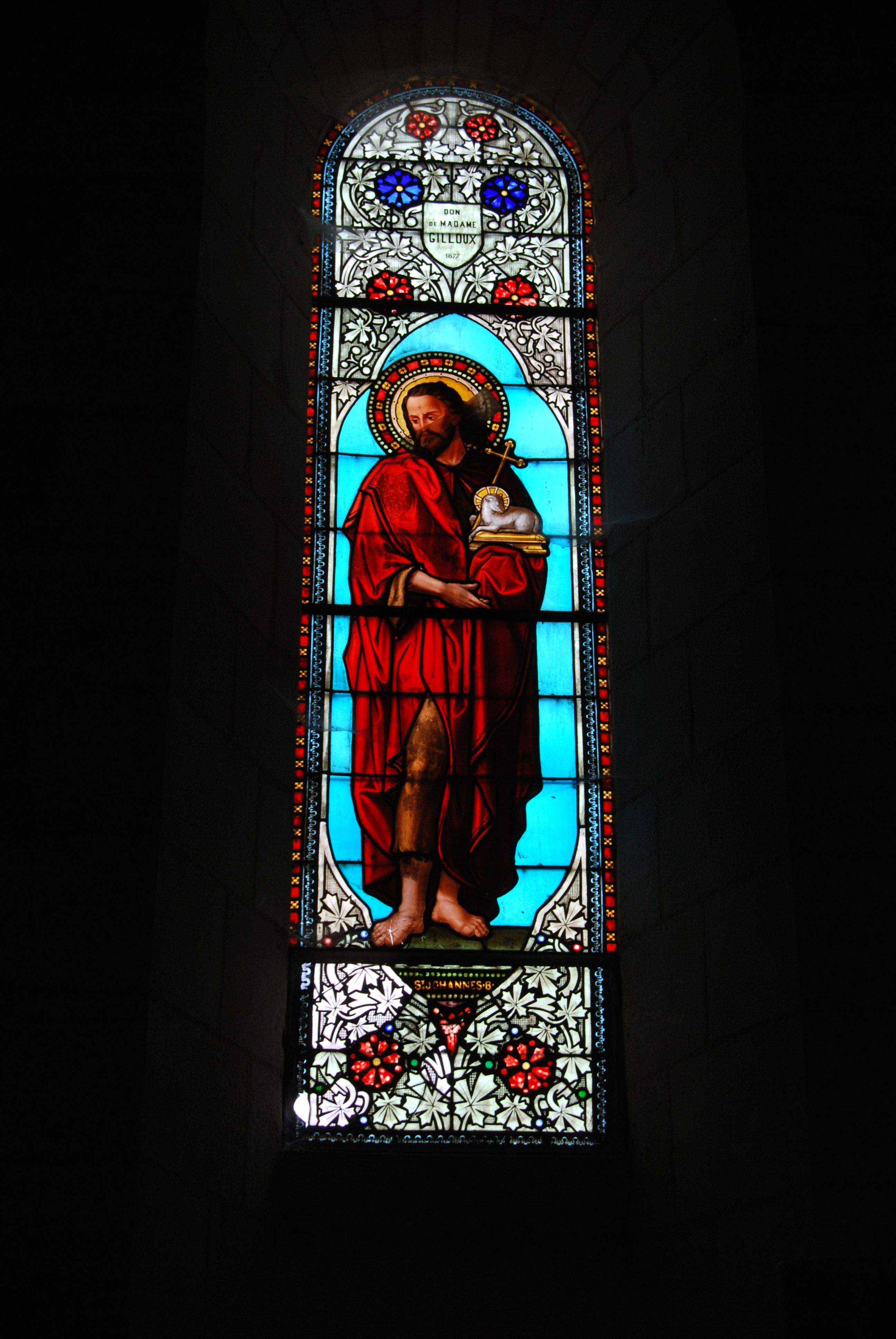
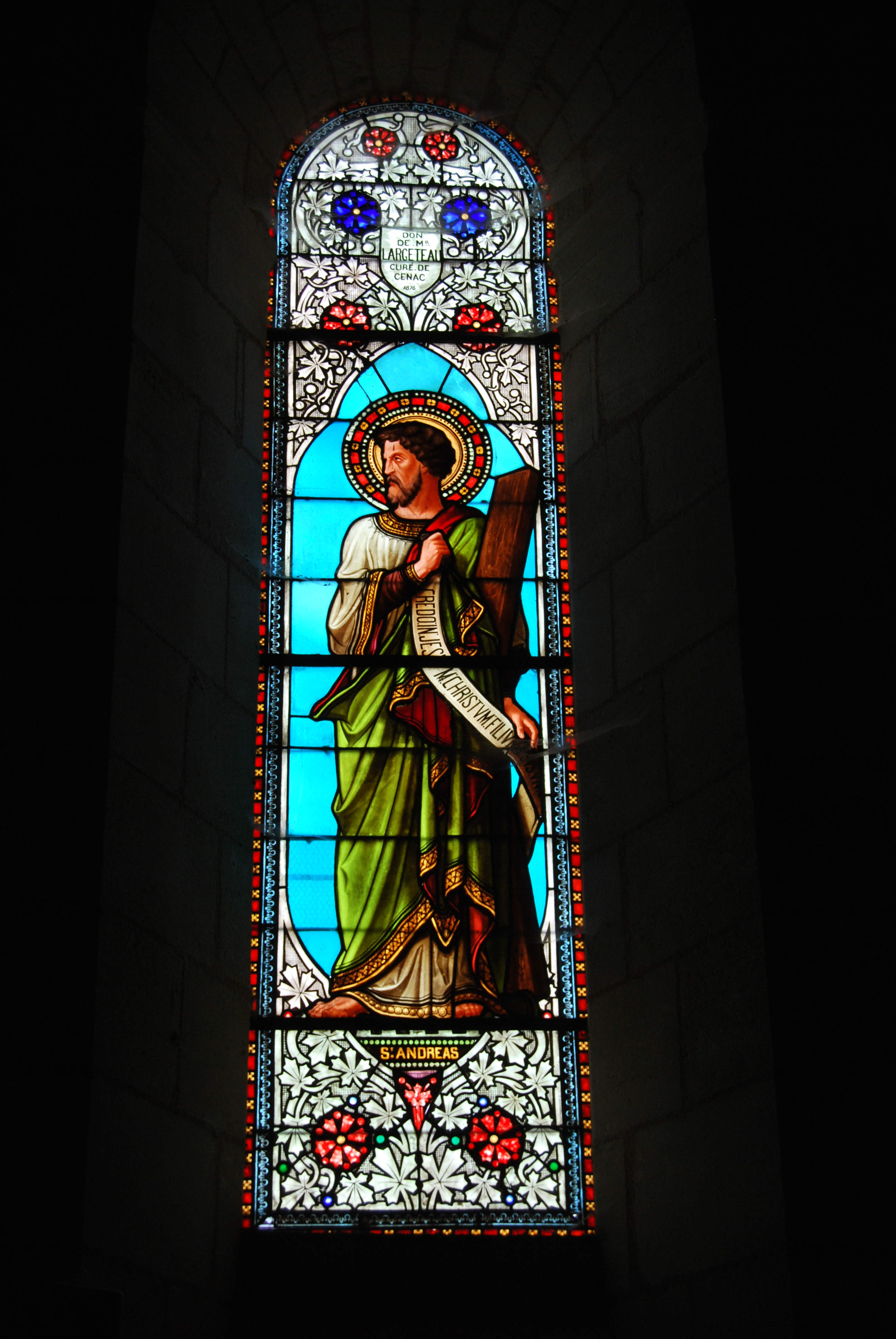

L'église a été édifiée au XIe siècle. Elle se compose d'une simple nef non-voûtée, terminée par une abside en cul-de-four, voûtée en berceau. À l'ouest, se trouve un clocher-mur à deux baies, précédé par un porche. L'archivolte et les voussures en plein-cintre du portail reposent sur des colonnettes, sculptées avec un décor végétal.
La partie la plus ancienne de l'église sont les murs de la nef qui conservent de petites baies romanes, d'origine, qui indiquent une construction du XIe siècle. Le chœur a été reconstruit vers la fin du XIIe siècle et le clocher-mur peut dater du XIVe siècle.
Au XVIIe siècle, pendant les guerres de Religion, l'église fût fortifiée avec une chambre de tir à meurtrières, au-dessus de l'abside. L'abside a peut-être endommagée par les troupes du duc d’Épernon pendant la Fronde.
Le chœur et les baies de la nef ont été repris au XIXe siècle, une sacristie construite (avant 1860) et, en 1871, la base du clocher-mur a été remaniée et un porche ajouté, sous l'impulsion de Mgr Donnet qui jugeait que le clocher « ne convient pas ni à l'église, ni à la commune ».

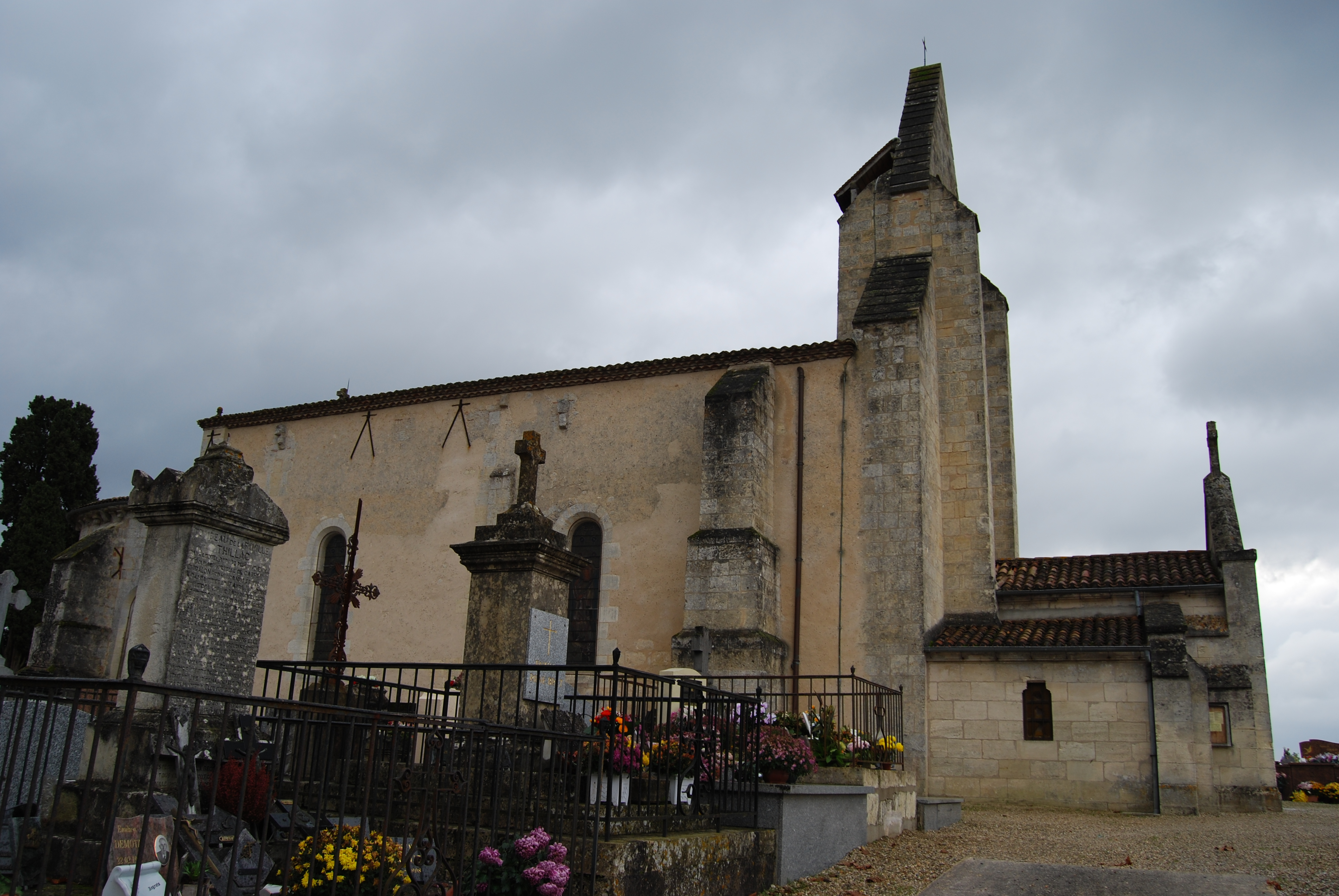
Façade sud
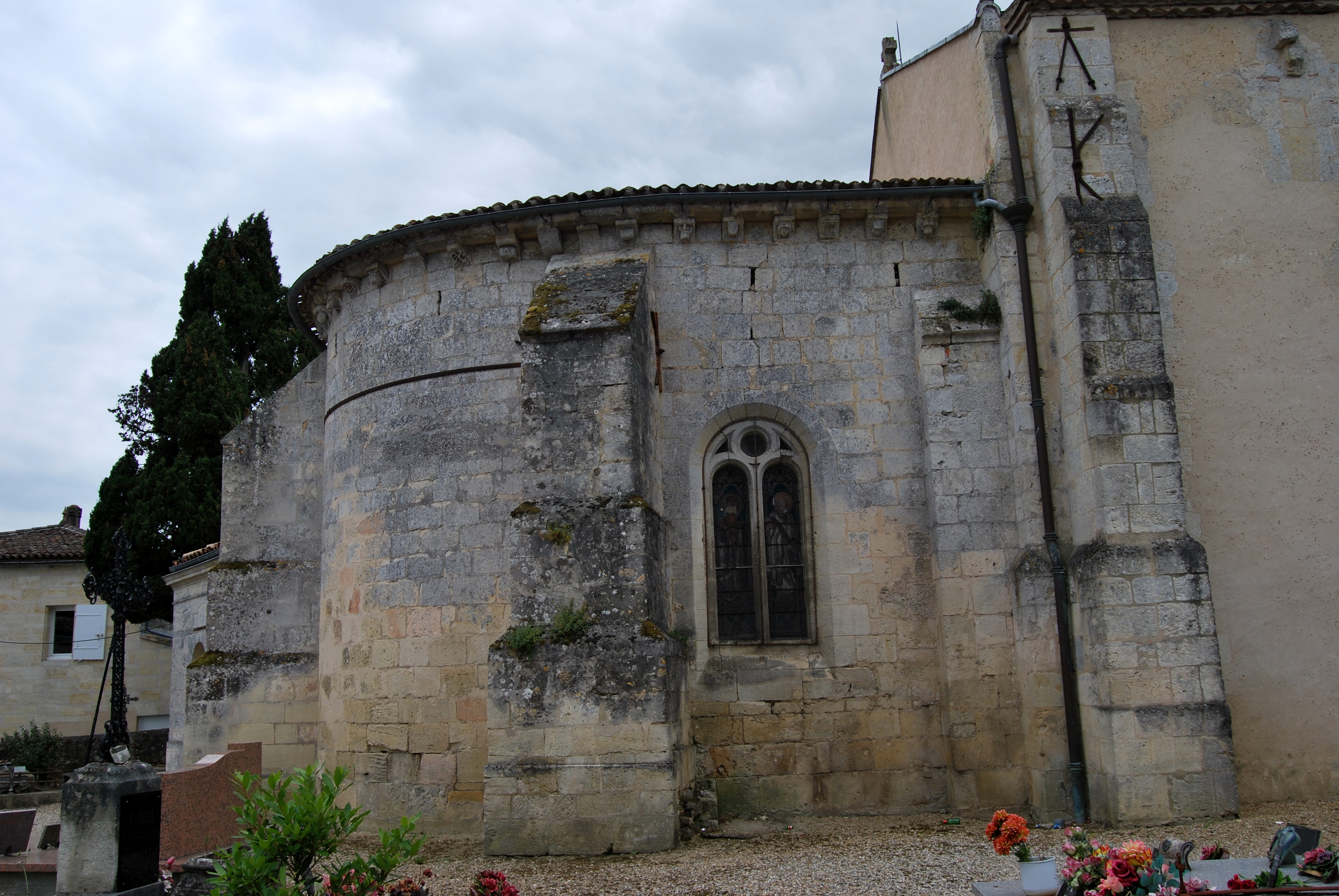
Abside sud
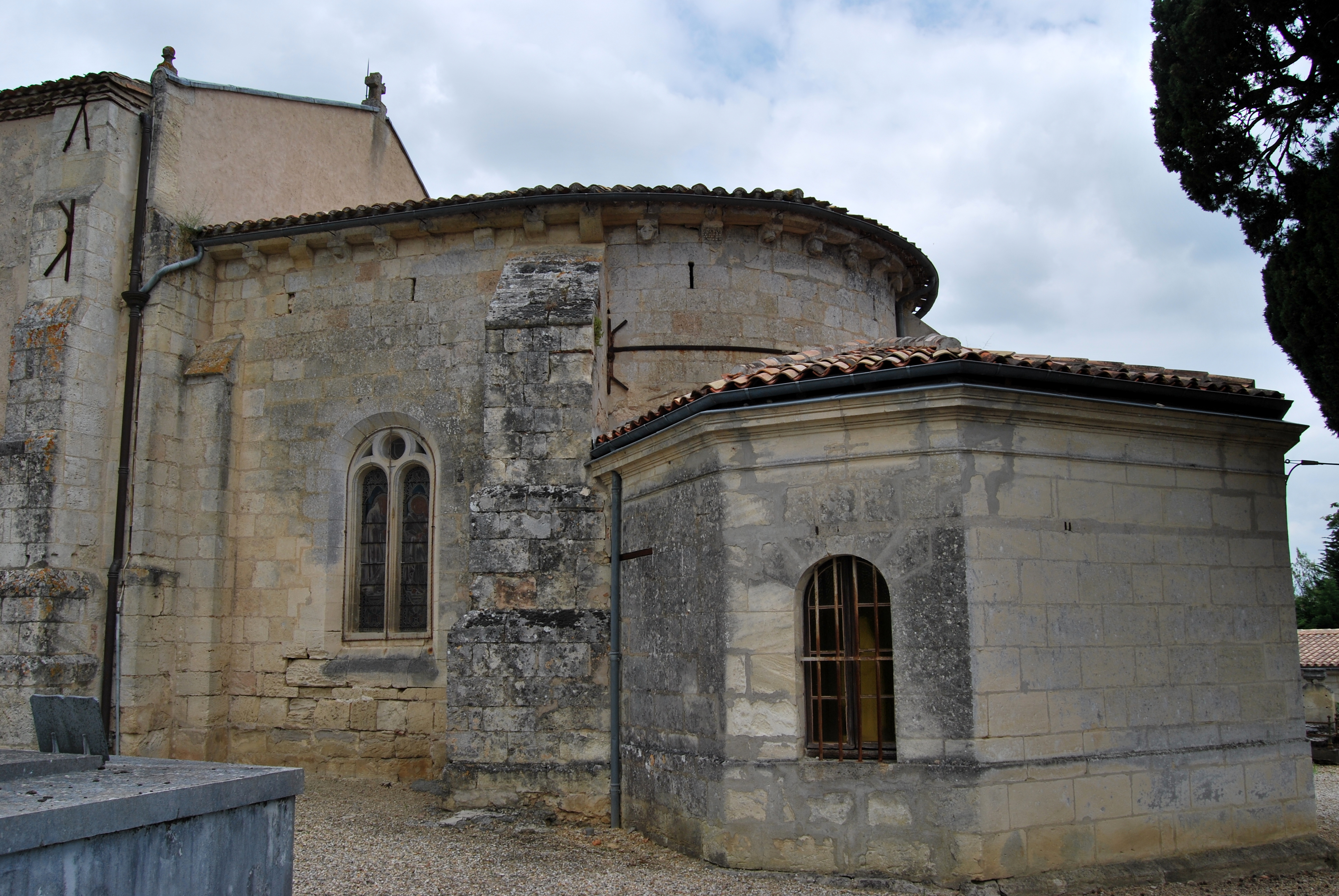
Abside nord
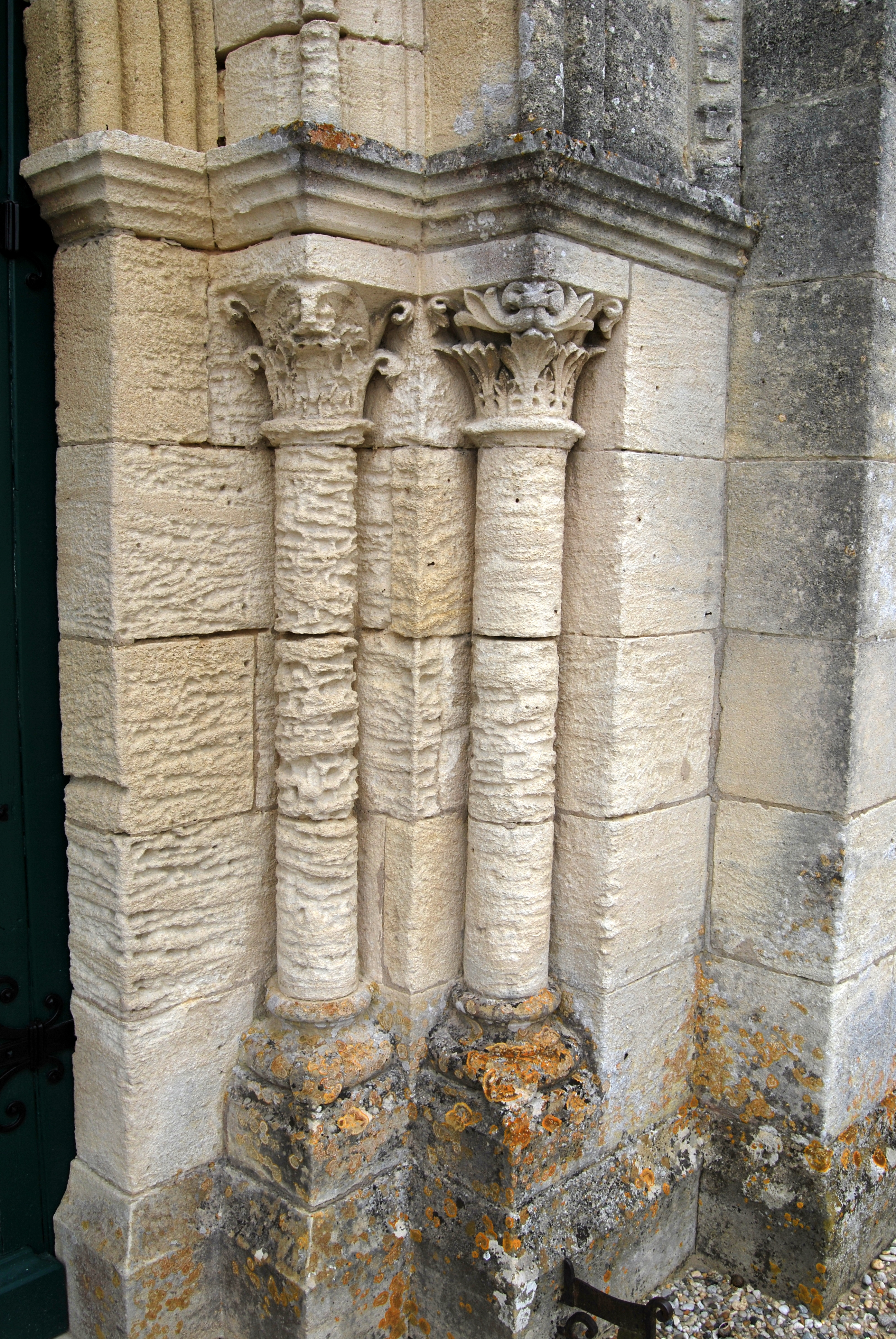
Ébrasure nord du portail
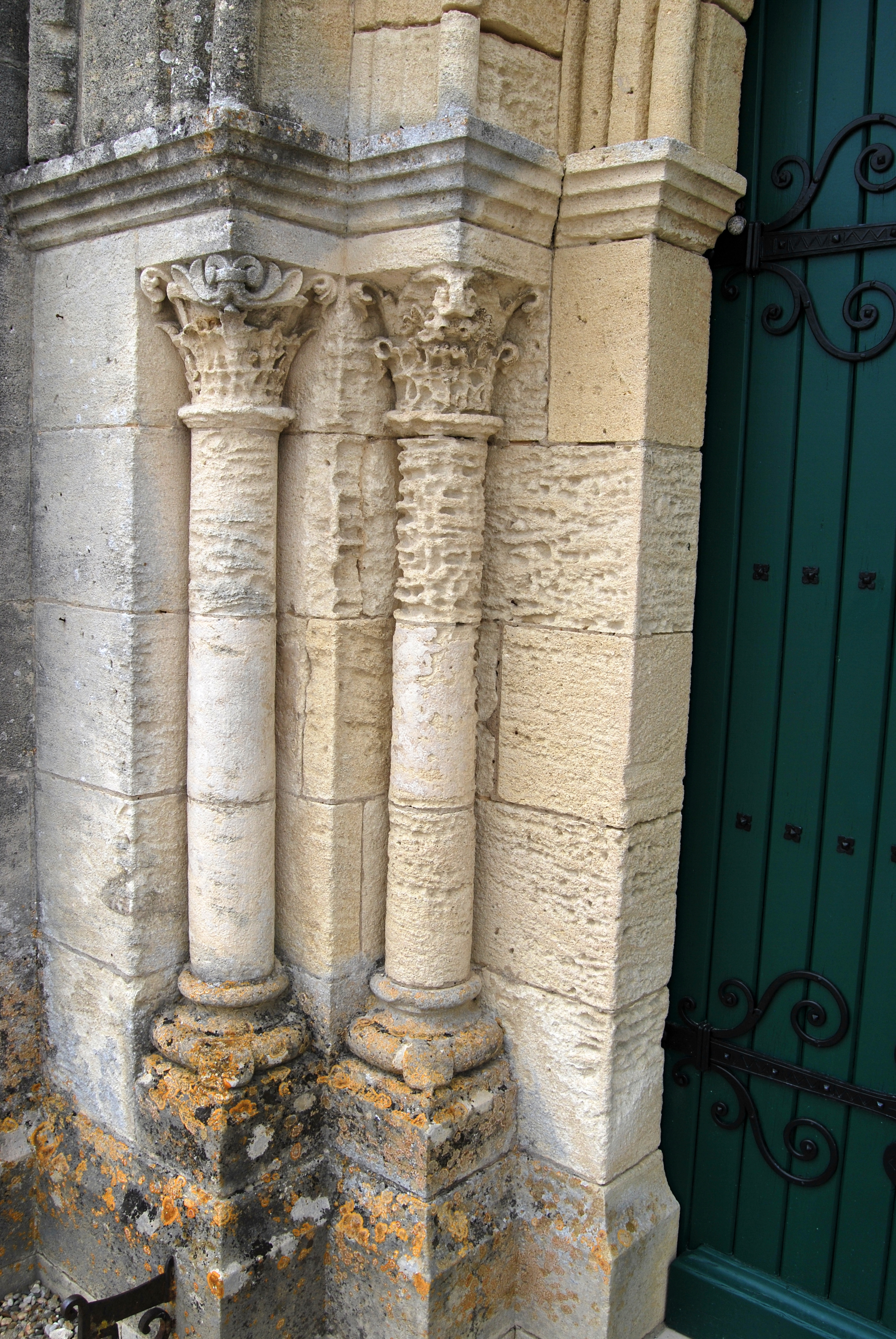
Ébrasure sud du portail

On trouve les traces de deux cadrans canoniaux sur le mur sud de la nef.

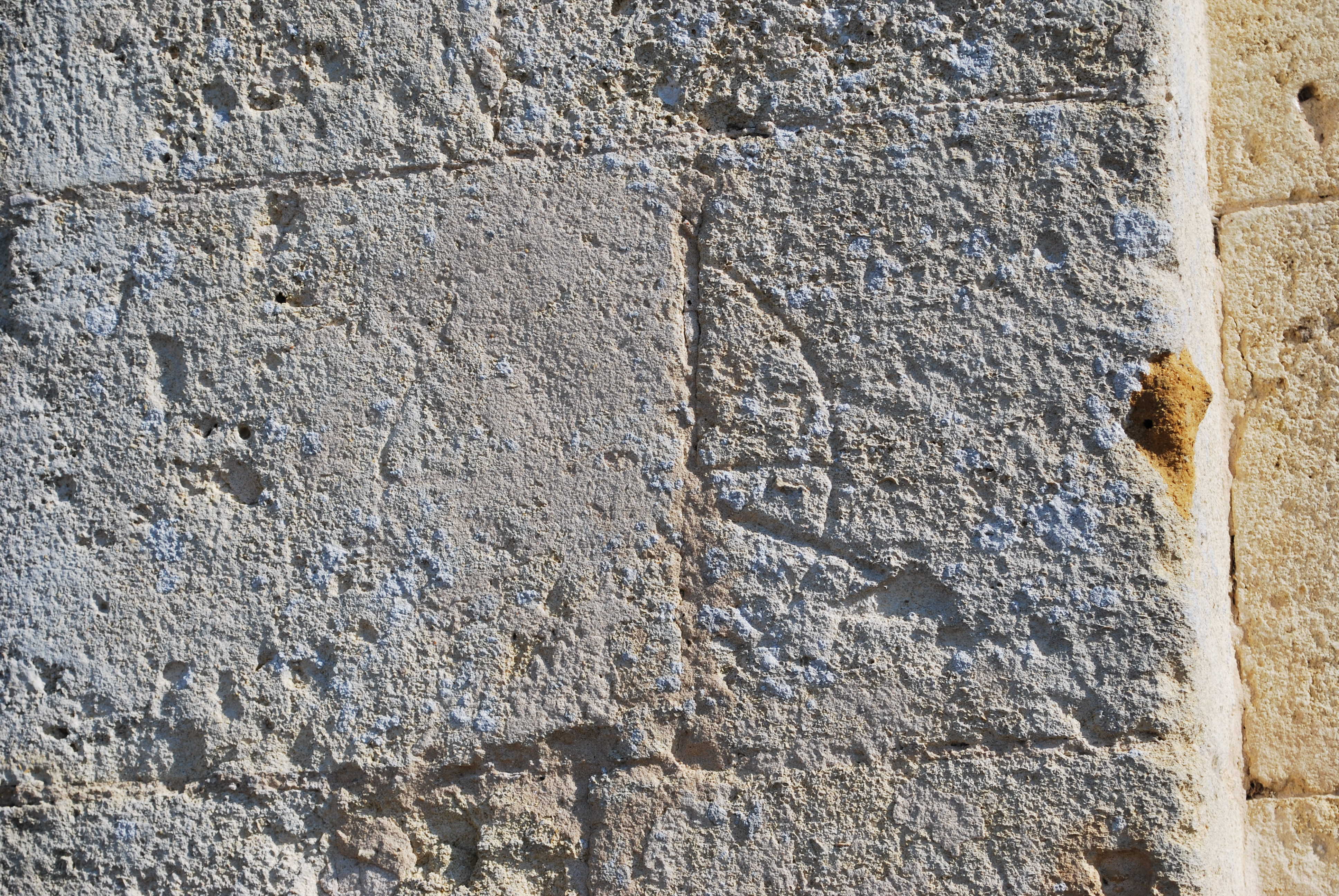
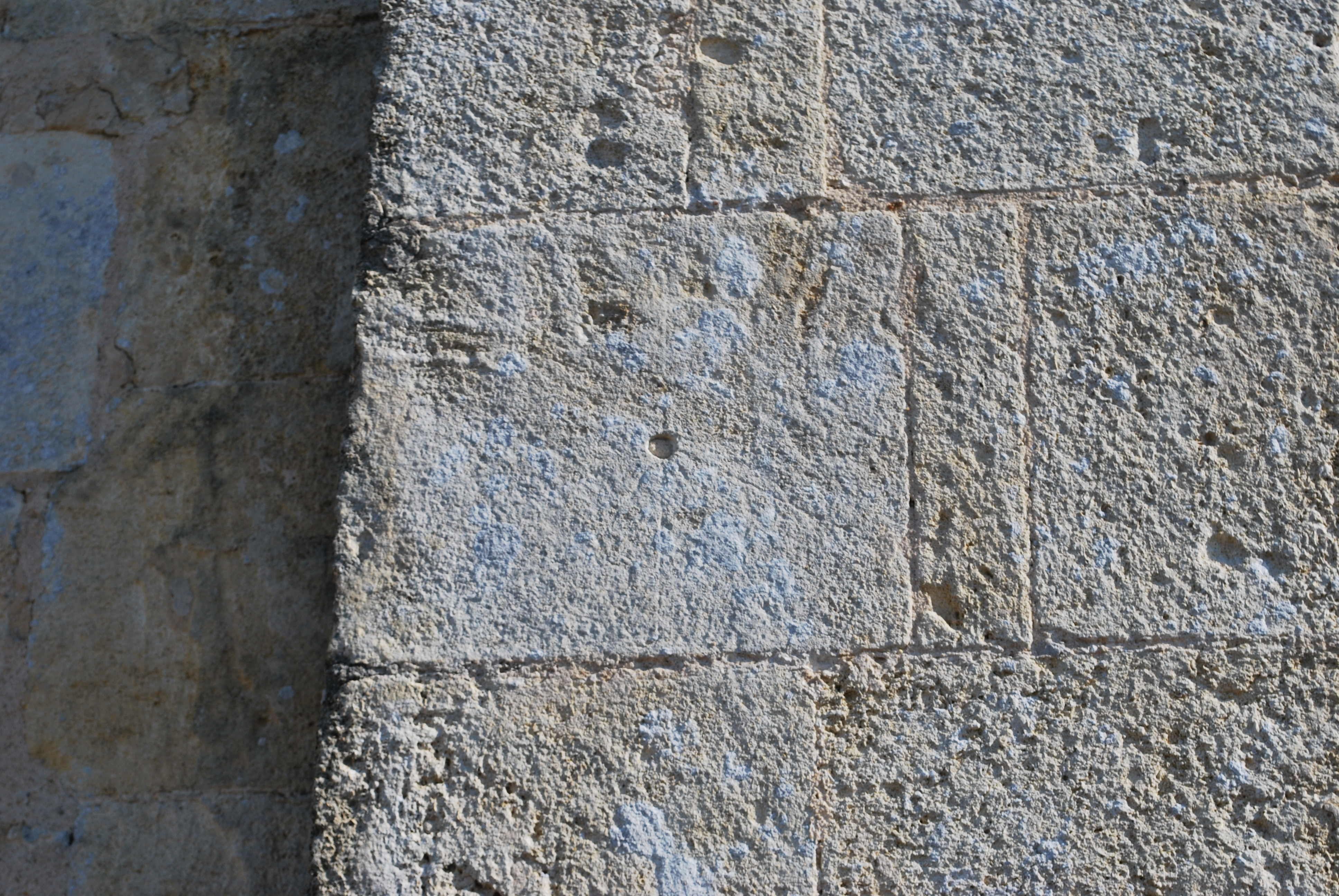

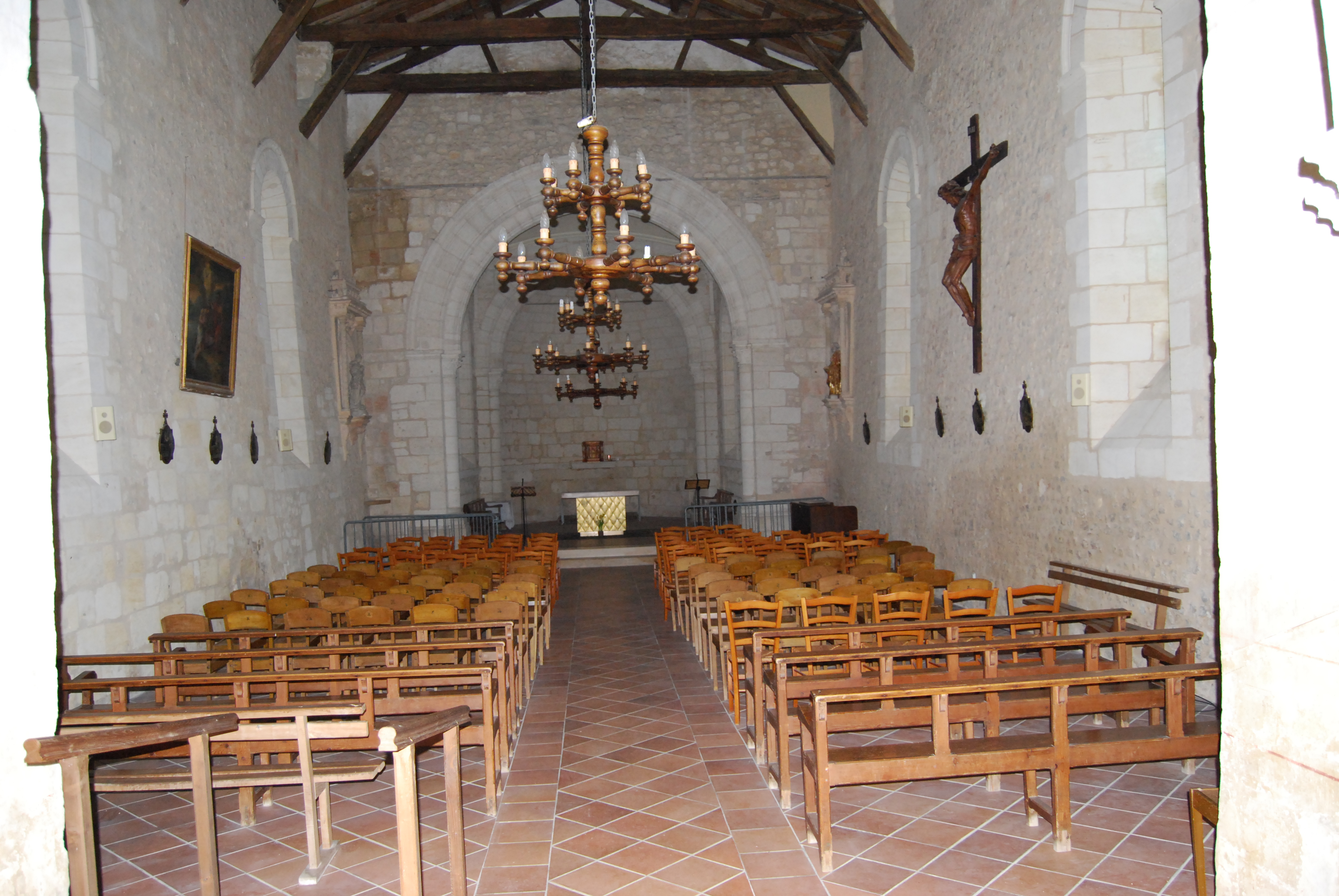
La nef
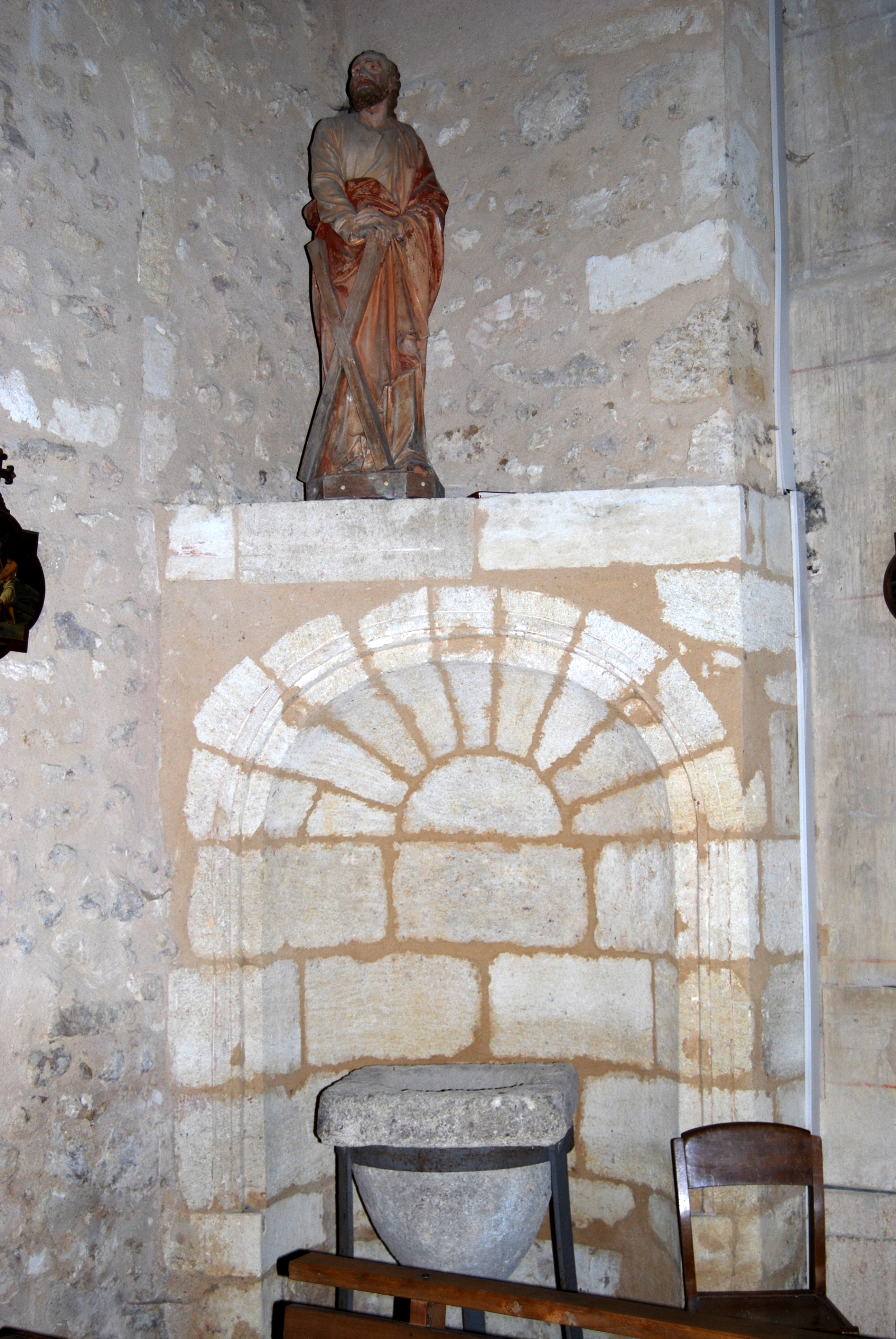
Fonts baptismaux
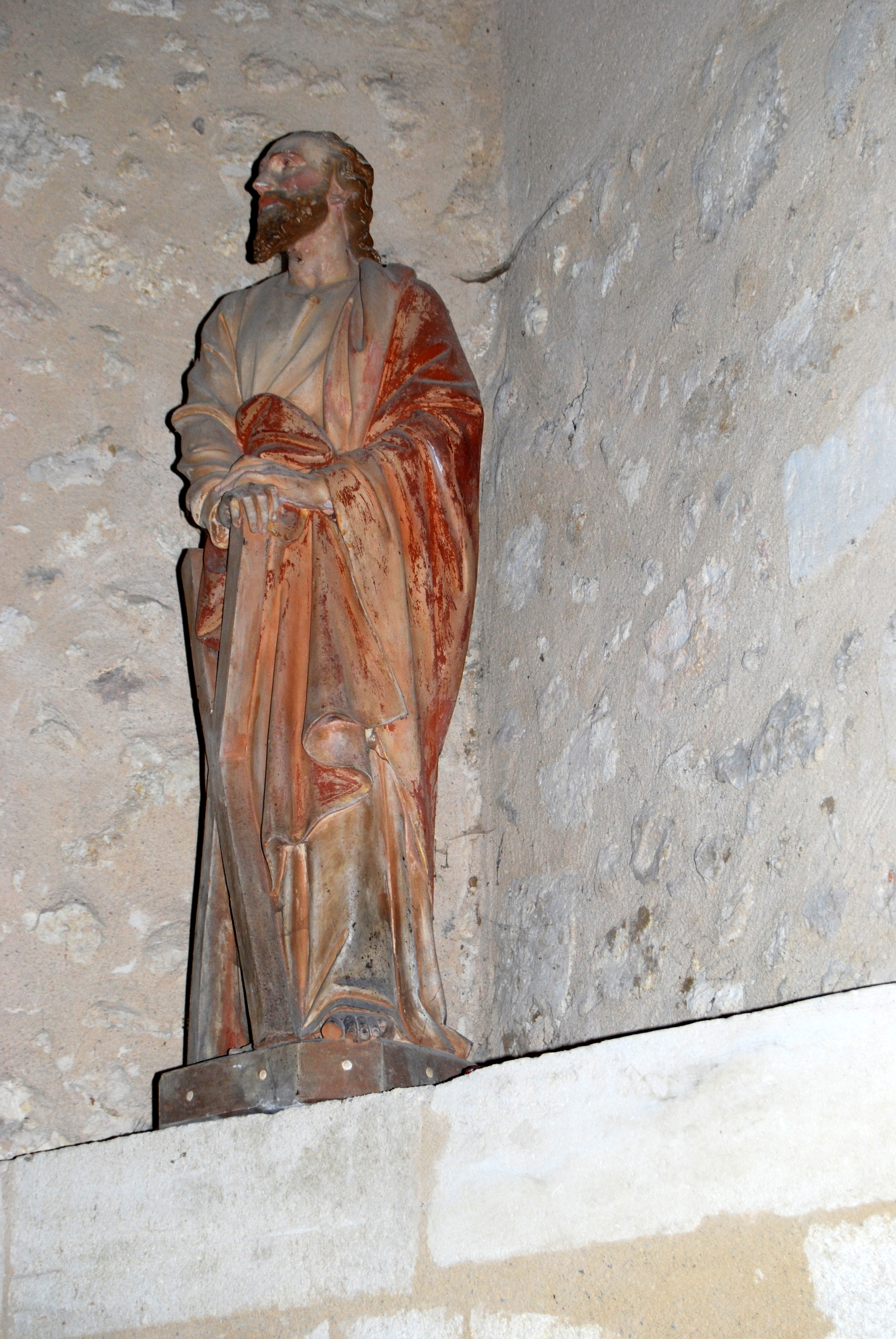
Statue de Jean-Baptiste
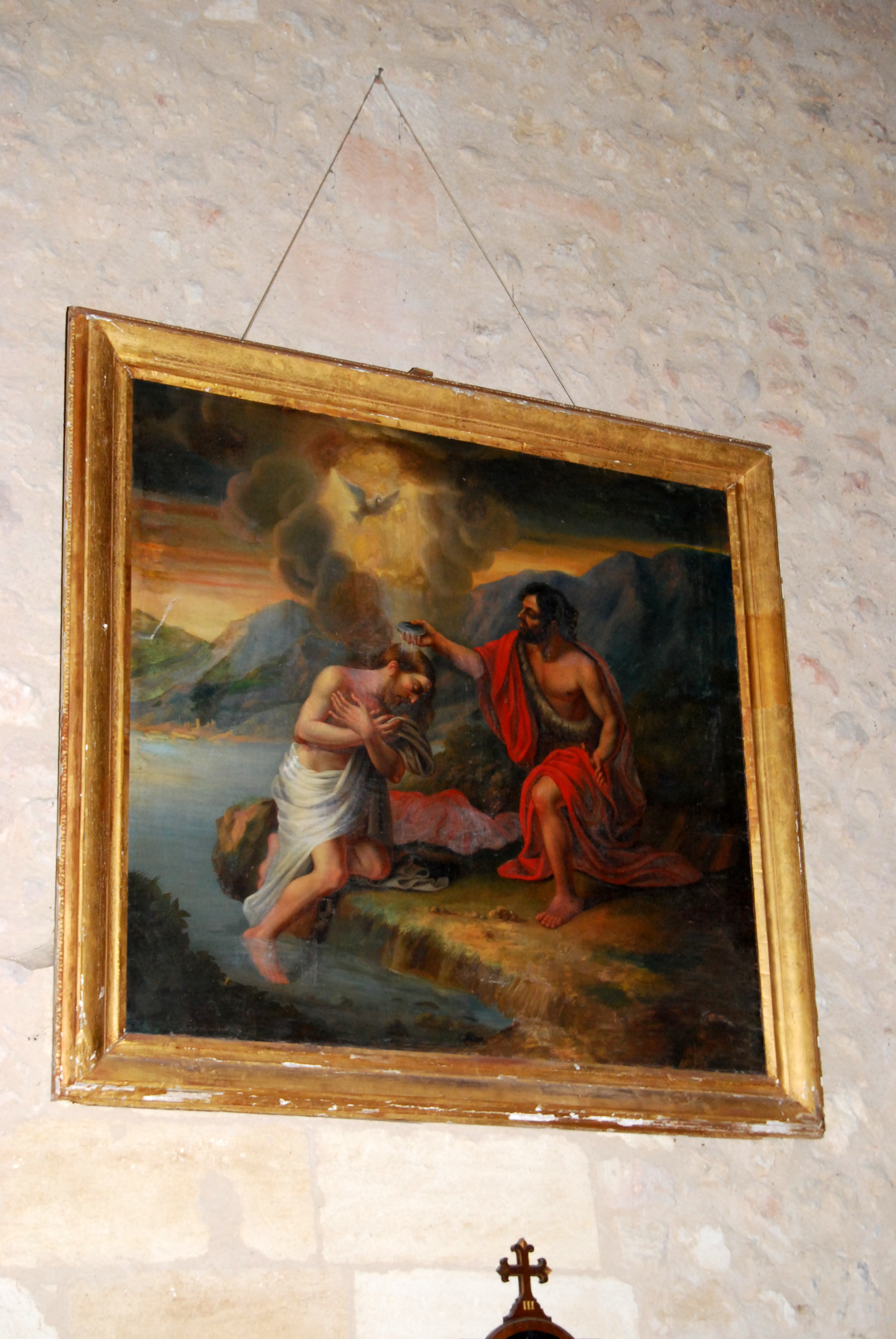
Toile: Baptême de Jésus
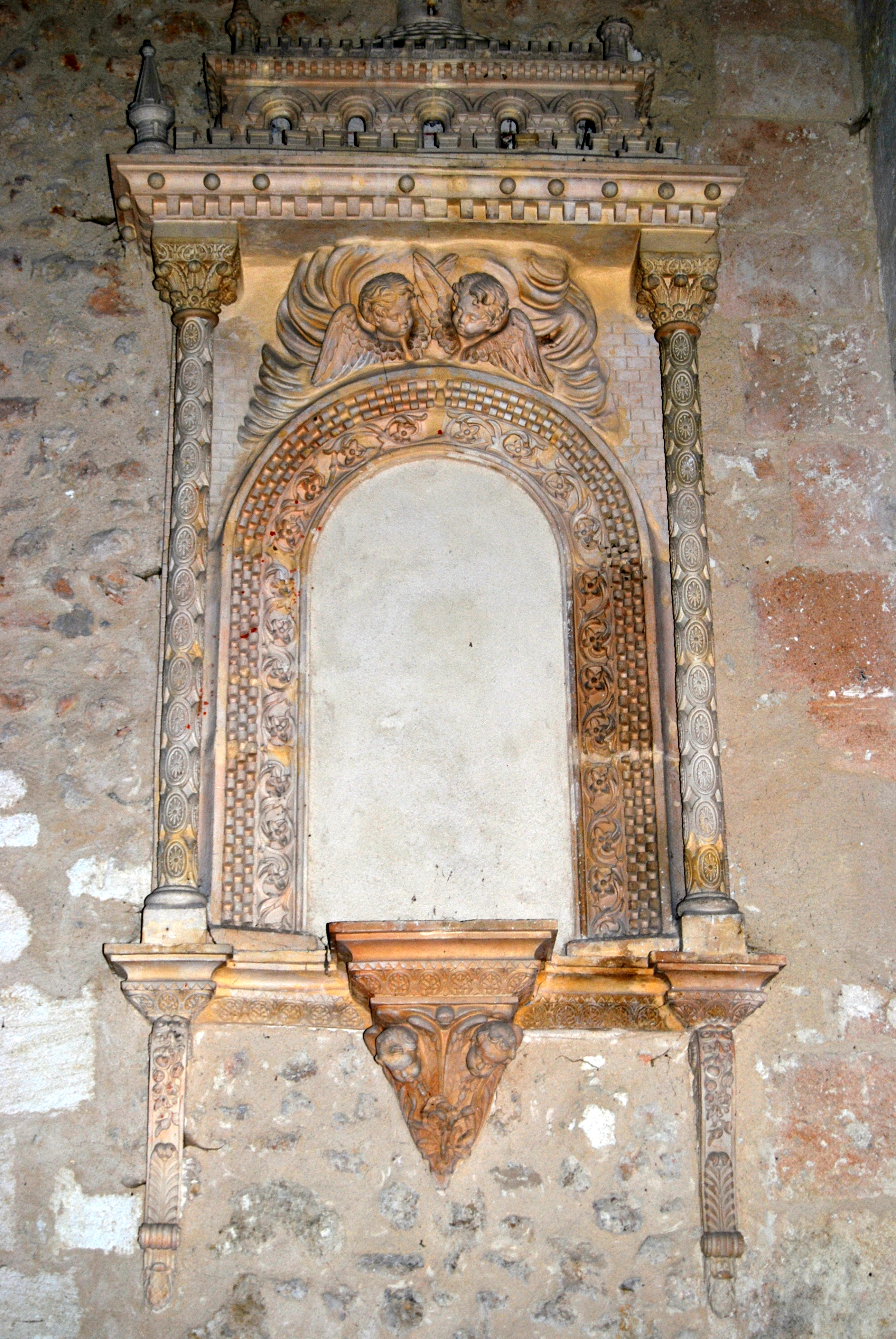

Les vitraux datent du dernier quart du XIXe siècle et sont des dons de paroissiens : MM. Samazeuilh, Vibert et Largeteaux en 1876 et Mme Gilloux en 1877.

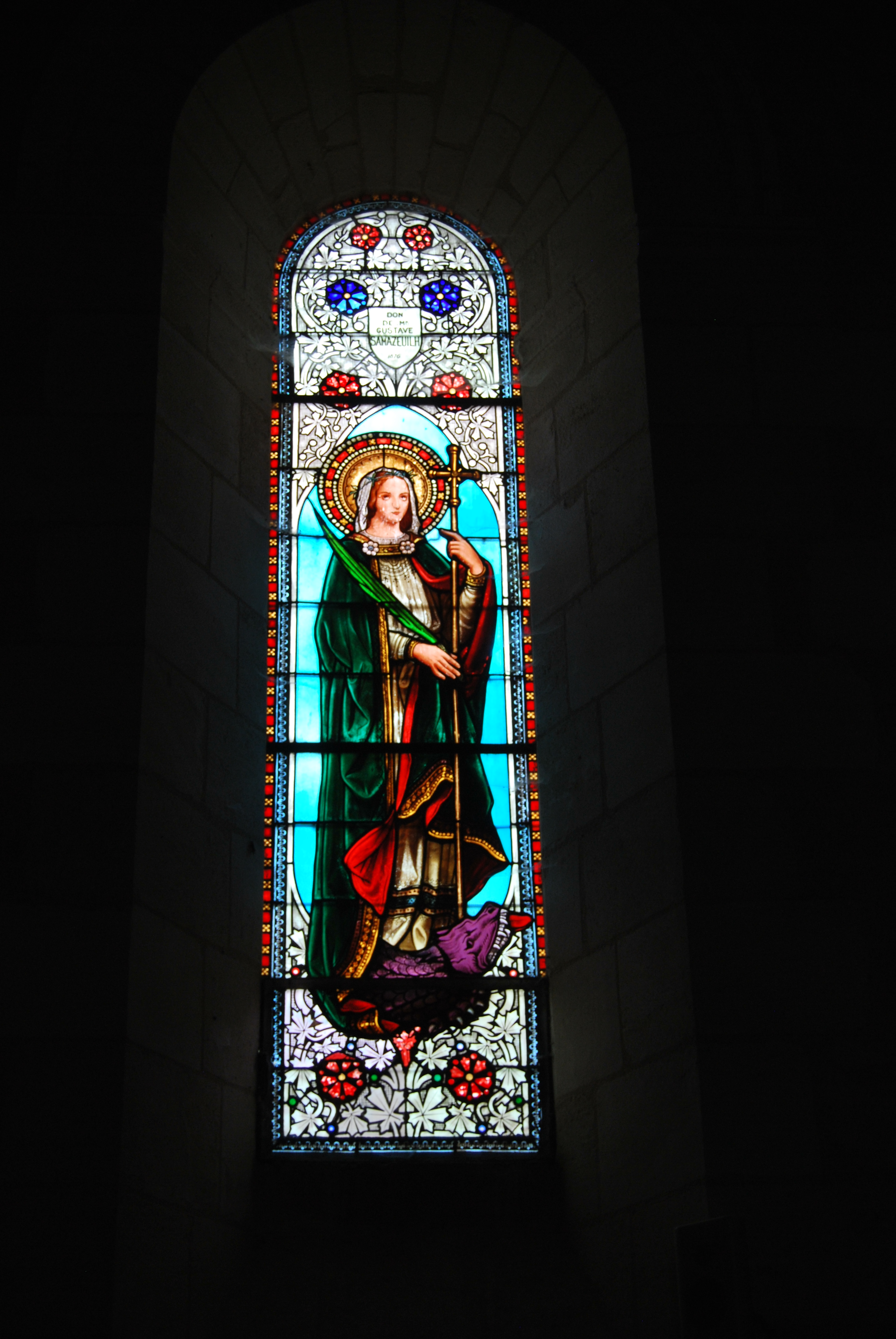
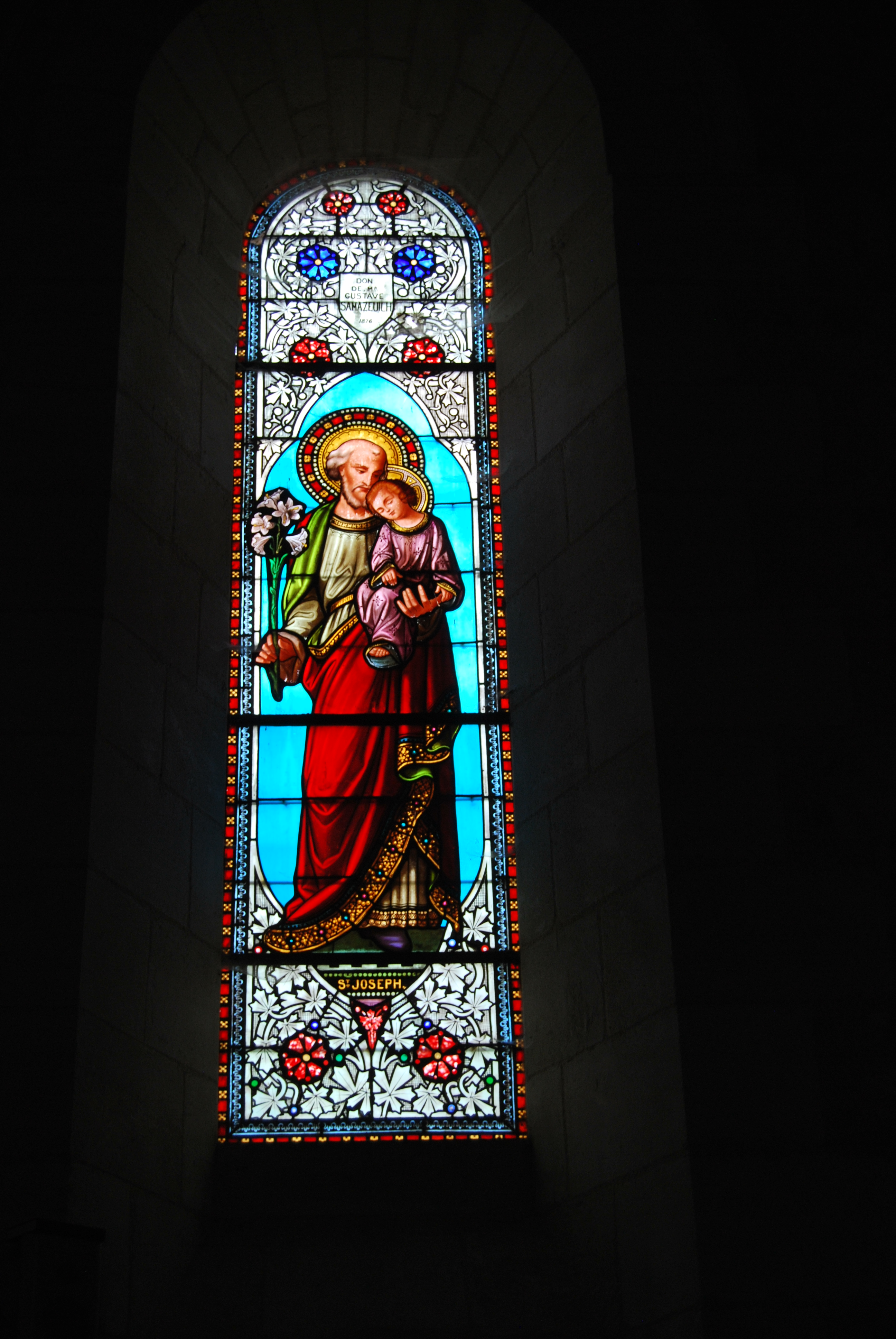
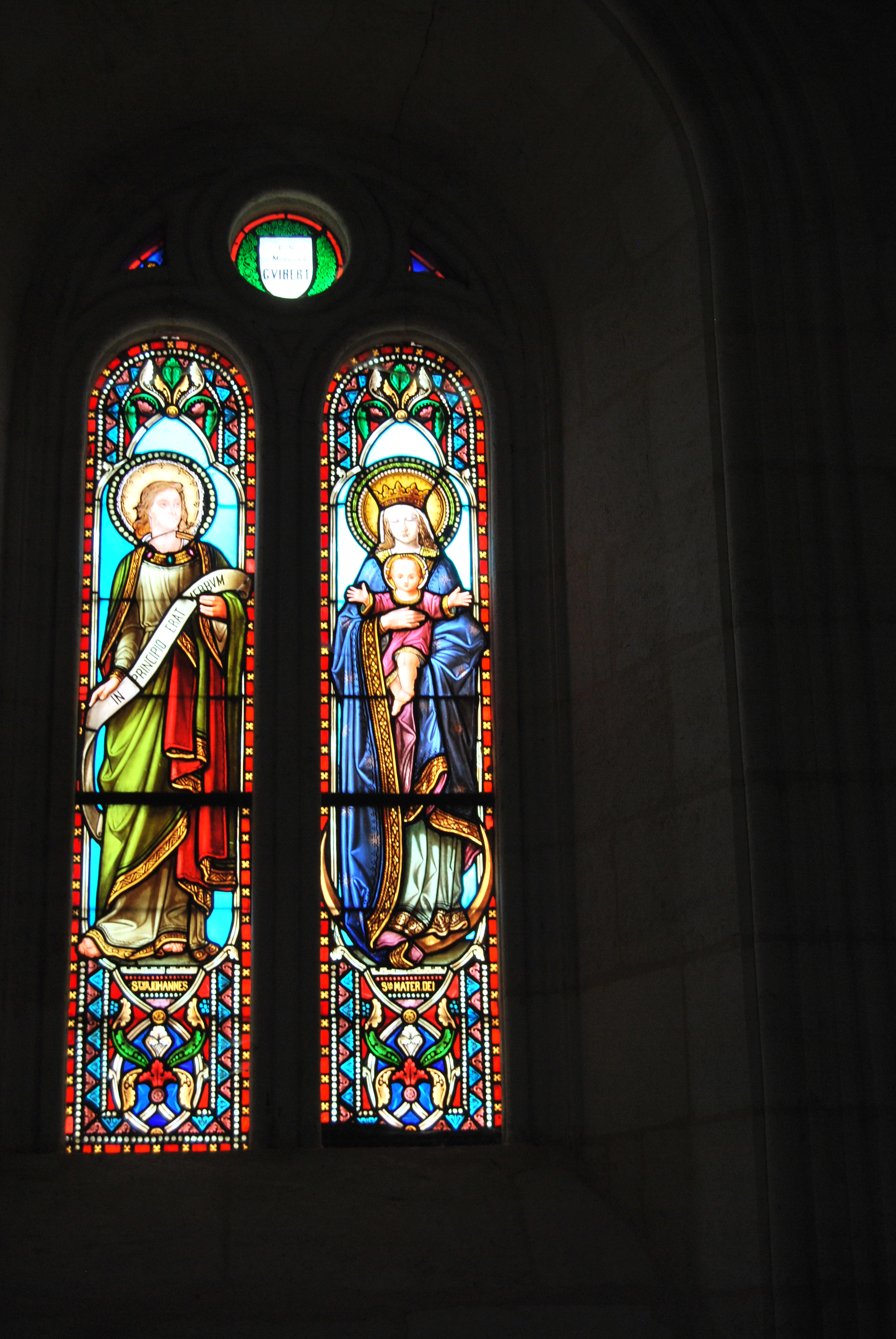

## Iconographie romane
La sculpture des chapiteaux intérieurs n'est pas historiée. Les chapiteaux du portail, déplacés lors de construction du porche en 1871, ont un décor végétal. Ils sont assez érodés. Par contre, les modillons qui soutiennent la corniche du chevet sont figurés, en partie, avec des sujets isolés. Ils sont de facture assez frustes. Il est probable que, lors de la fortification de l'église, certains modillons romans ont été remplacés ou remontés dans un désordre.
Parmi les modillons, on trouve un mélange de représentations : têtes d'hommes, d'animaux plus au moins monstrueux et des figures géométriques. On n'y trouve aucune leçon de moralité, au contraire des corniches des églises du XIe ou du XIIe siècle.

Modillons du chevet
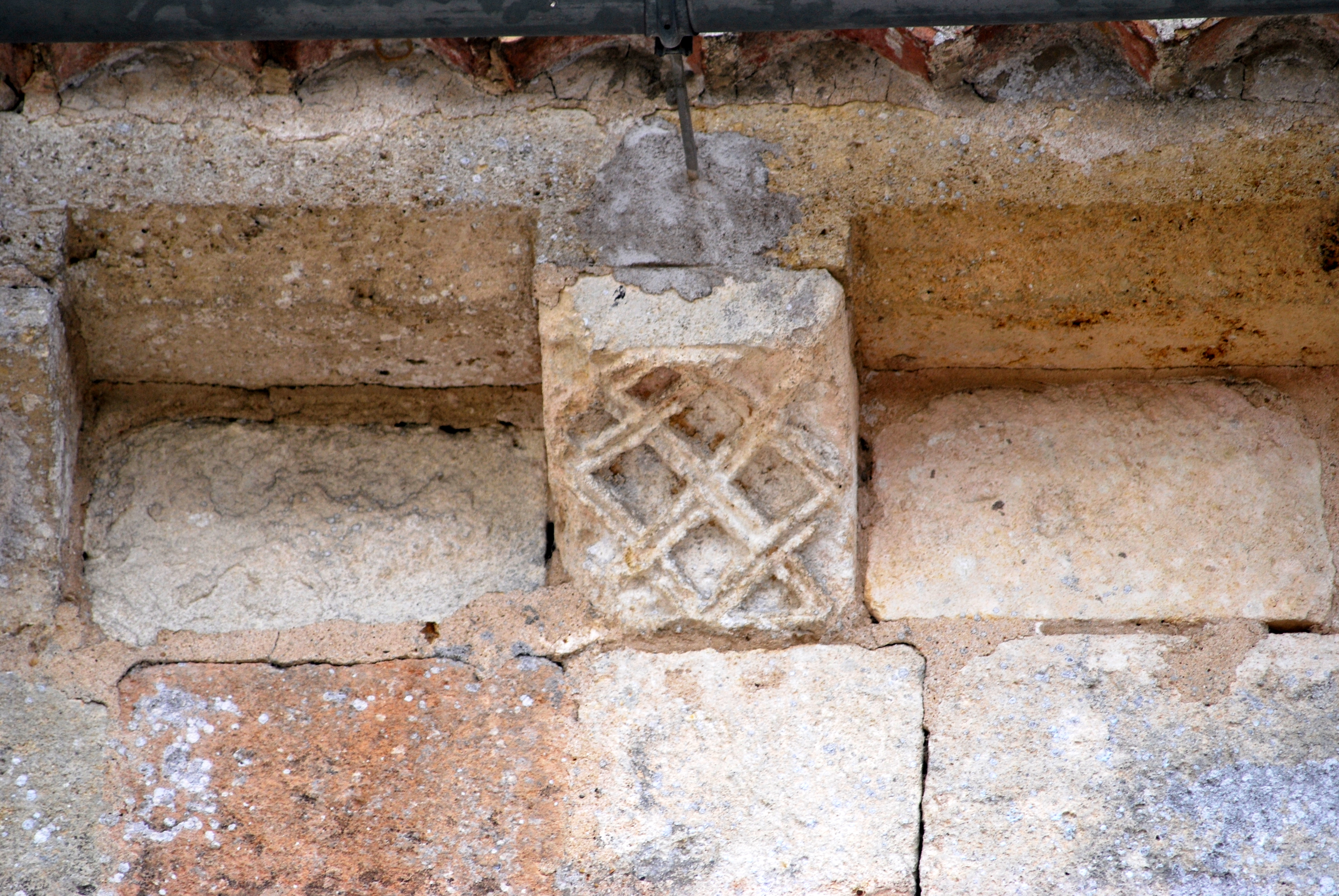
Entrelacs
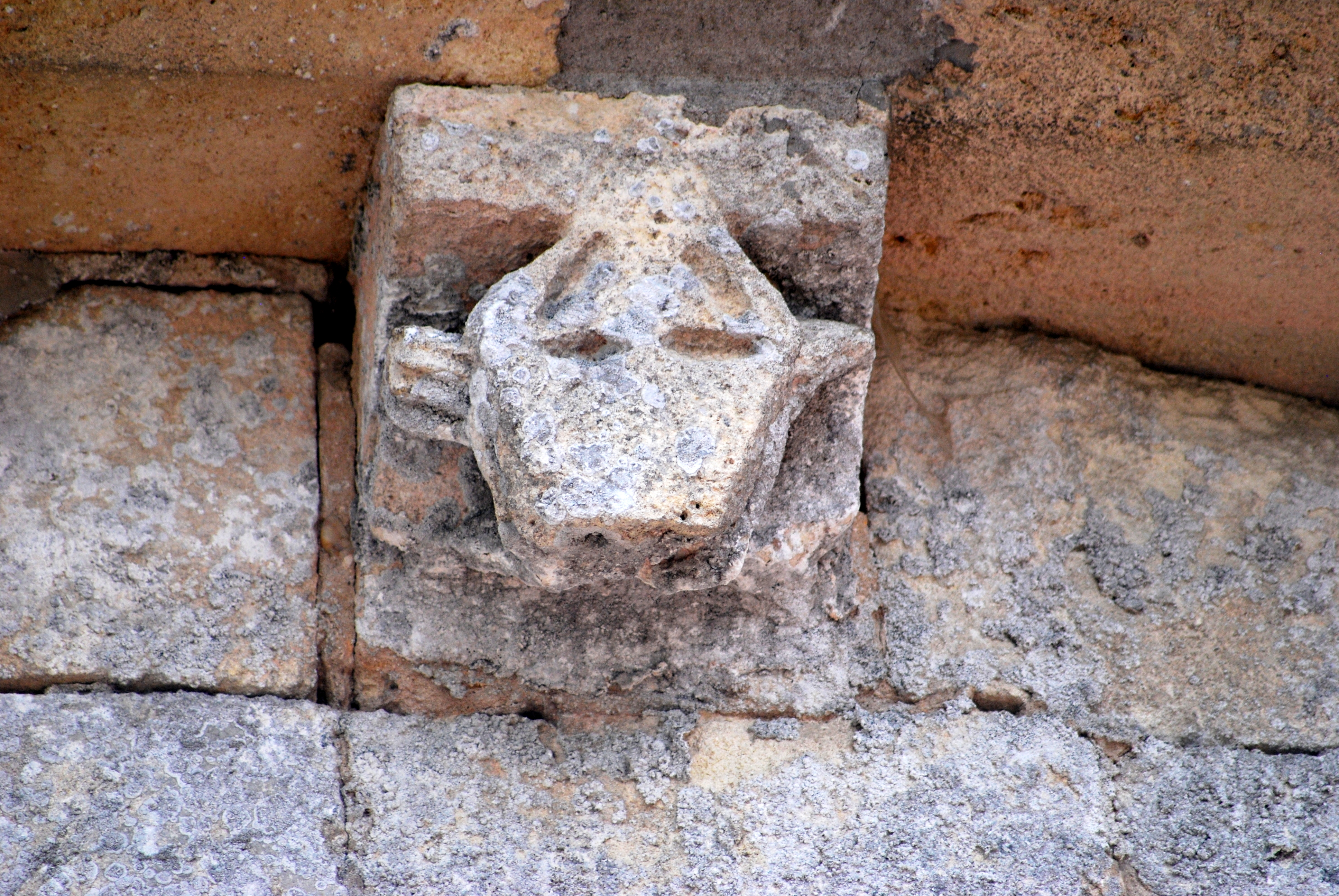
Monstre
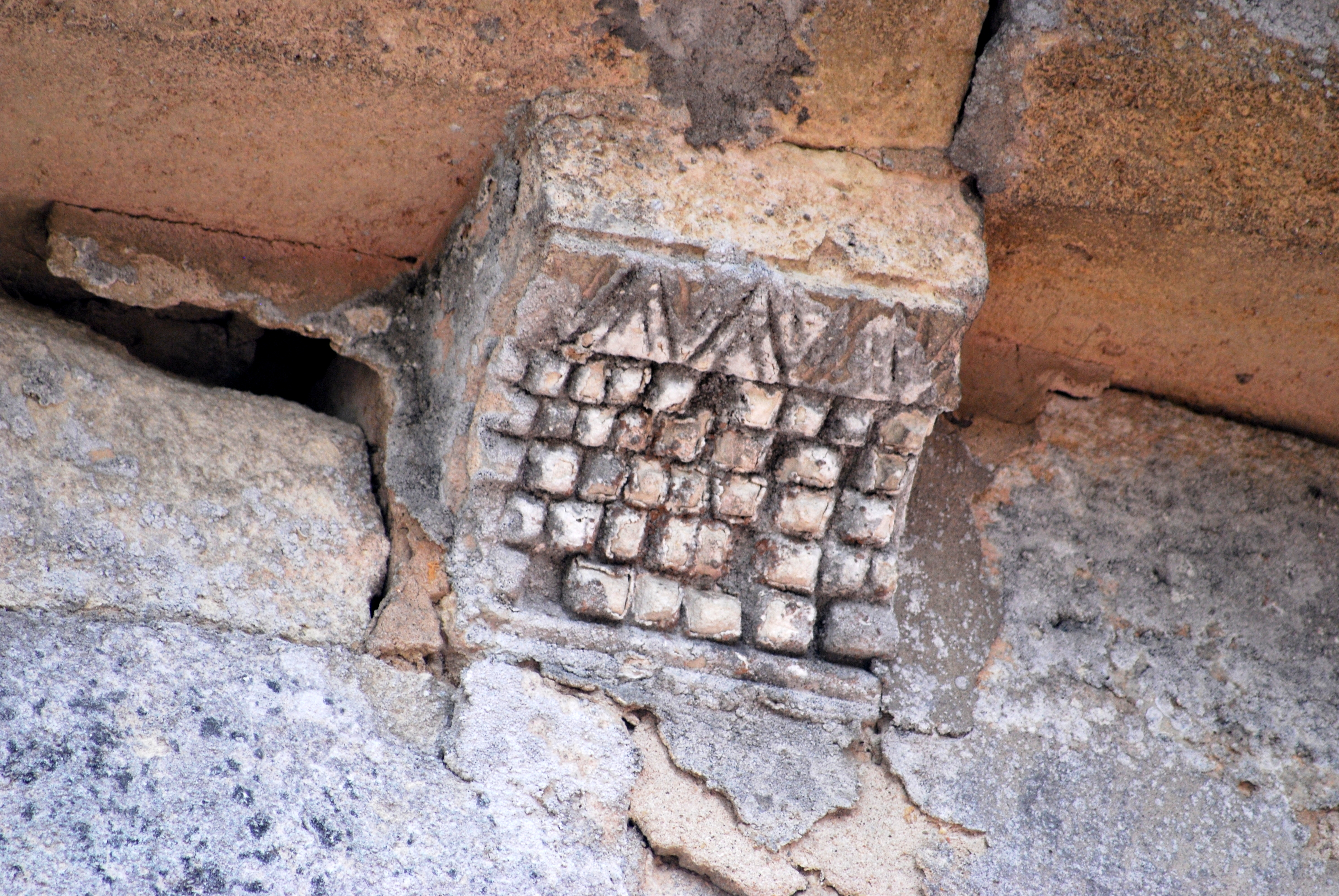
Damier
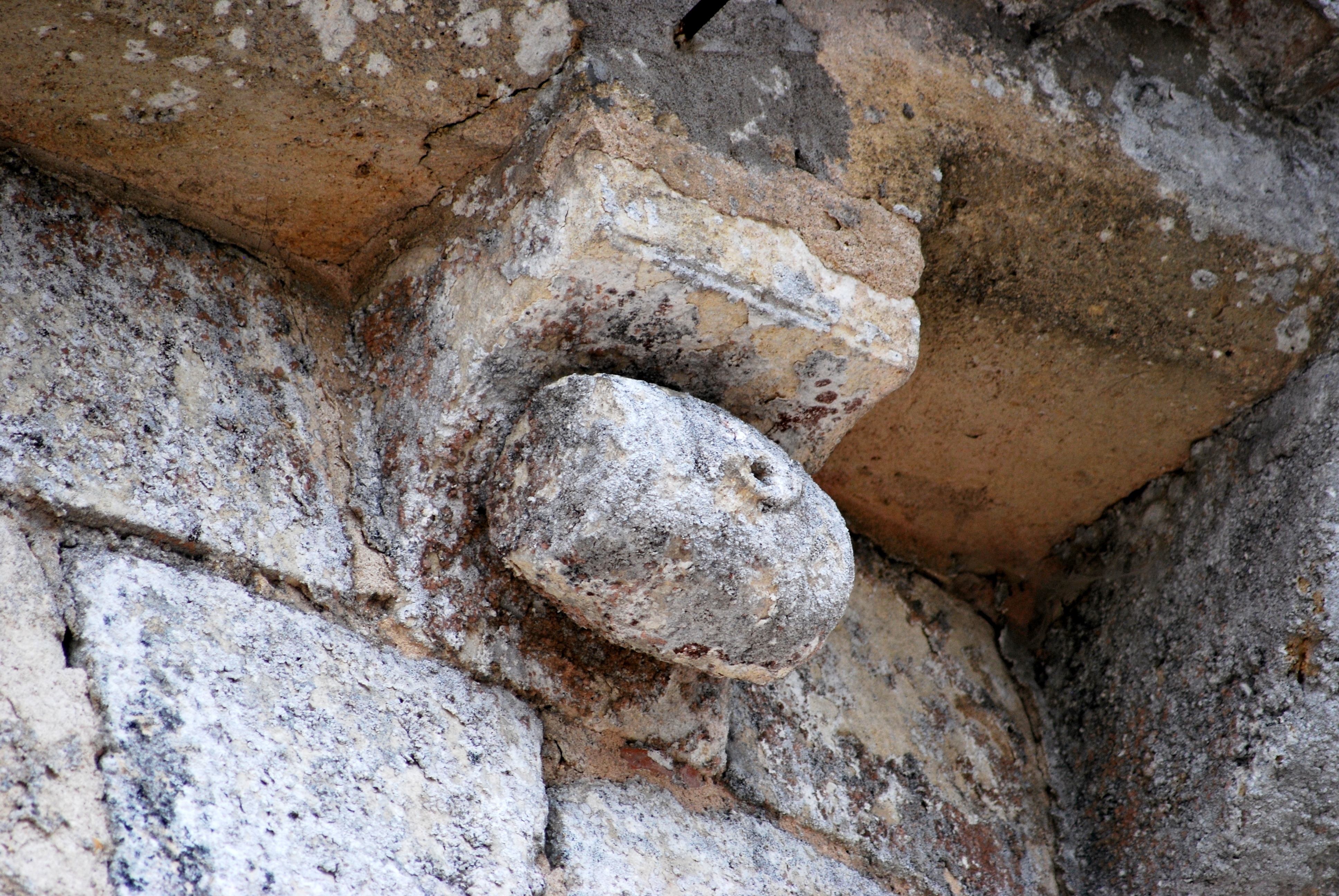
Barillet ou Dolio
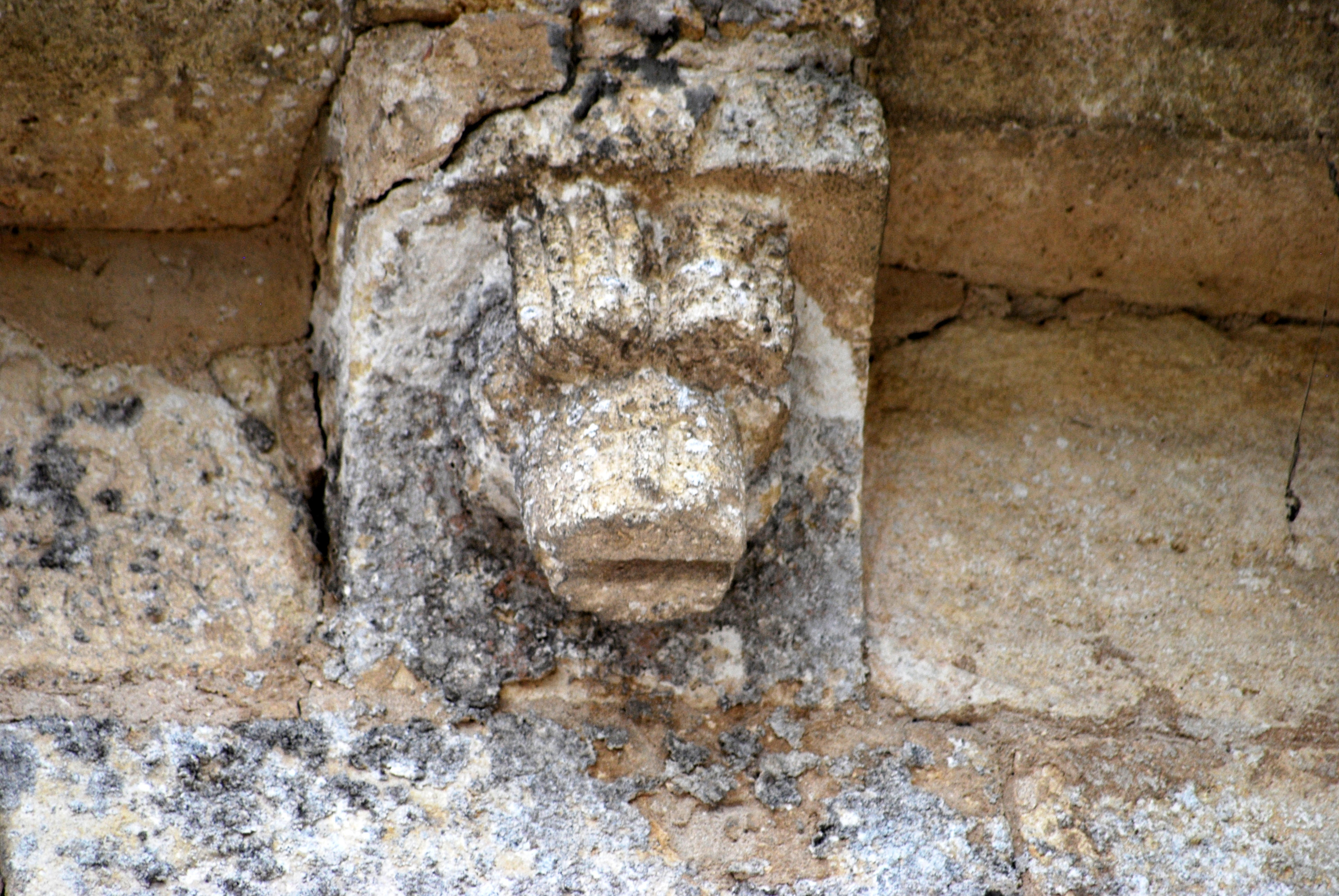
Tête de singe
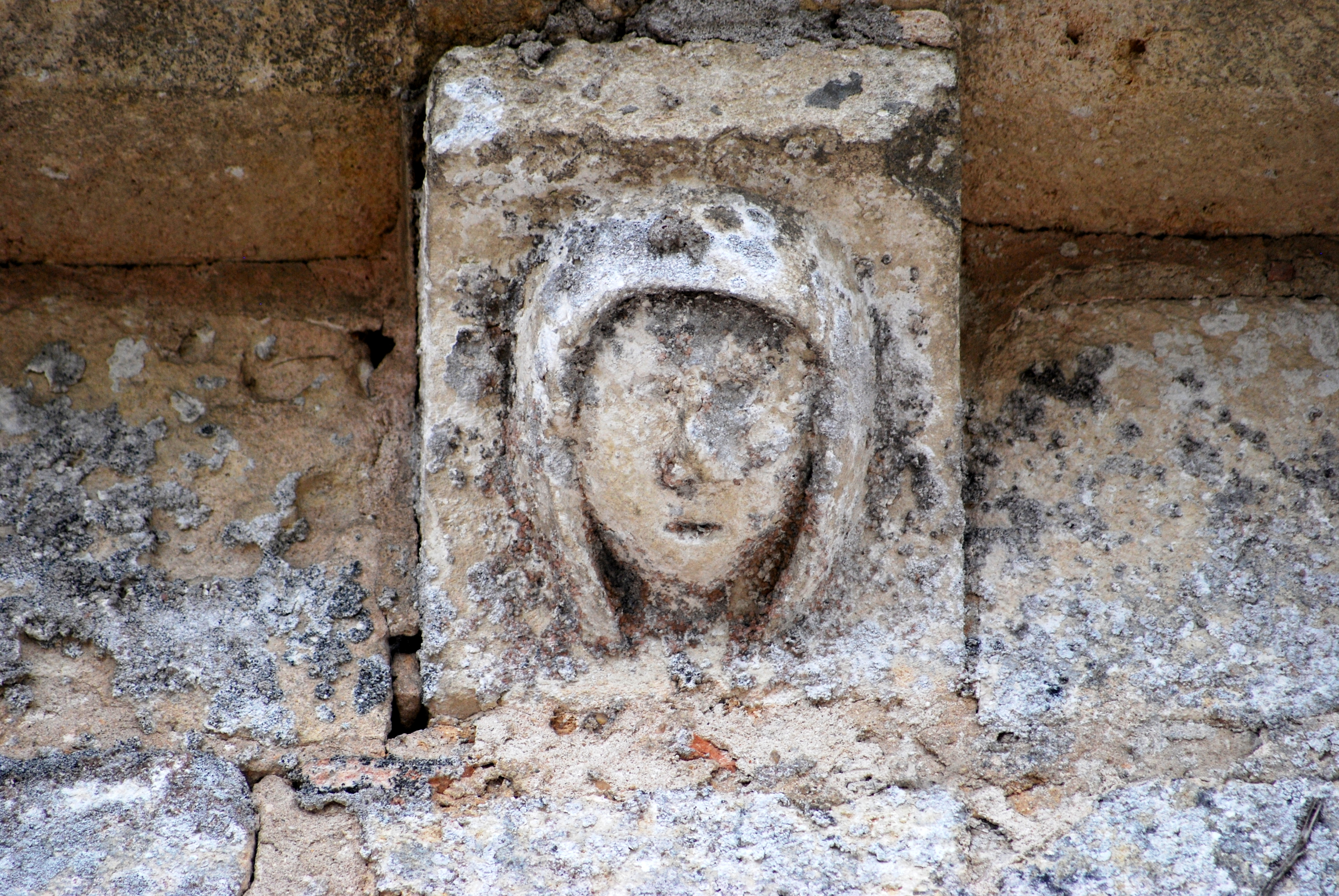
Homme avec capuchon

La croix du cimetière présente un fût cannelé supporté par un socle cubique. Dans la commune, se trouve également une croix de chemin, dite croix de Vinagrey et une croix de mission au lieu-dit Materre.

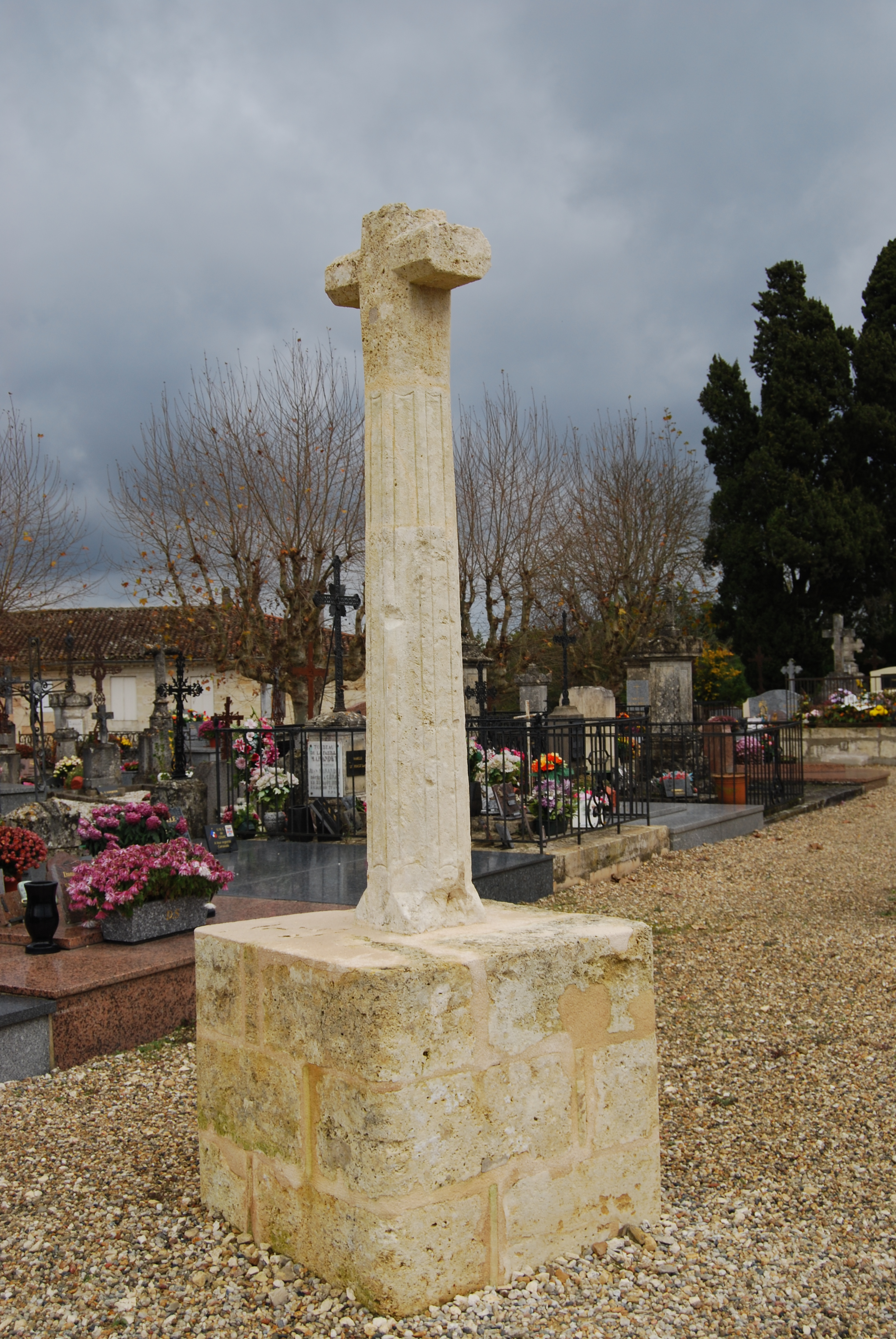
Croix de cimetière

## Protection
L'édifice est inscrit au titre des monuments historiques par arrêté du 28 décembre 1996.